# Barri de la Vila d'Ontinyent
El barri de la Vila d'Ontinyent, a la comarca de la Vall d'Albaida de la província de València, és un Bé d'interès cultural, amb número d'anotació ministerial: RI-53-0000172, i data d'anotació 24 de maig 1974. Dins d'aquest conjunt s'inscriu la Parròquia de Santa Maria.

## Descripció historicoartística
Es coneix amb la denominació de Barri de la Vila el nucli originari del municipi d'Ontinyent, que està situat a la zona més alta d'aquest. Disposa d'una important protecció natural, donada l'orografia del terreny, amb el riu Clariano per una banda i el barranc format per la serra d'Agullent cap a Bocairent per un altre. Això, juntament amb les muralles i el fet de ser ciutat fronterera amb el regne de Castella, van fer de «La Vila» una important fortalesa. Hi ha notícies de l'existència de fortificacions, muralles i torrasses, d'època romana, tot i que d'elles no queda constància actualment.

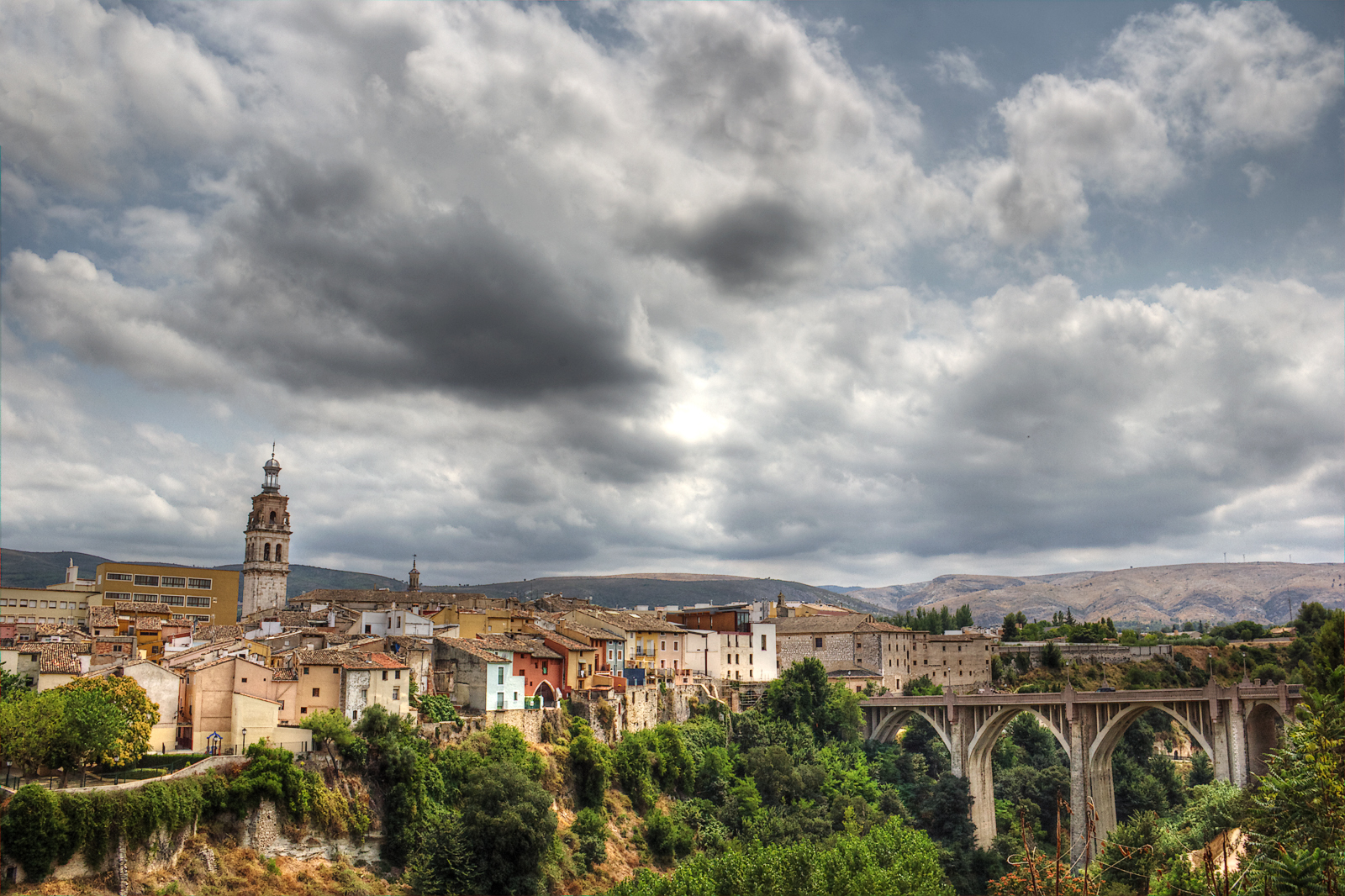
Vista de la Vila

La dominació musulmana va donar lloc a un període de prosperitat, que va permetre la construcció i successiva ampliació de les muralles. En l'actualitat, de les fortificacions (les muralles d'Ontinyent), es poden veure restes entre les edificacions que es van elevar posteriorment, així com finestres ogivals que pertanyen a les reformes efectuades en l'època medieval. La Vila manté la seua condició de conjunt autònom i acotat, amb comptats accessos (que es caracteritzen per rampes i escalinates sinuoses per salvar l'obstacle geogràfic - defensiu de la mateixa) des de l'exterior. la urbanització es desenvolupa condicionada per la topografia, que s'ordena fonamentalment per un eix longitudinal oest -est, paral·lel al riu Clariano, enllaçant les parts baixes amb les altes. Es poden distingir dos tipus de cases, cases senyorials o burgeses, que se situen als llocs alts de la Vila, properes al Palau i a la Parròquia de Santa Maria (únic temple que hi ha a la Vila, va ser declarat temple cristià a 1299 sota l'advocació de Santa Maria), i amb altures que van d'una a tres plantes i terrassa; i habitatges més populars, caracteritzes per un domini del massís sobre l'obertura, llenços revocats i emblanquinats sense ornamentació, les cornises i ràfecs varien amb els desnivells, la seua alçada és variable dominant la planta baixa, pis principal i terrassa. Tots els edificis es desenvolupen en profunditat i alberguen entrada i cuina a la planta baixa, dormitoris a les intermèdies i terrassa a la superior. Respecte a les tècniques constructives, l'estructura és de murs de càrrega de maçoneria, entramats de fusta i coberta de teula àrab. La fusteria és d'època i la serralleria de forja. També es poden descobrir elements aïllats de pedra llaurada com: portades, cantonades i llenços parcials.
Destaca el carrer Major de la Vila o de la Trinitat, que presenta aspecte senyorial; baixant costanera baix i a cada costat hi ha carrers, carrerons i atzucacs. La rehabilitació dels edificis, amb fronteres pintades de colors vius, ha revitalitzat el paisatge urbà. Passat el pont de Santa Maria, es pot observar una successió de cases penjades sobre algunes de les restes de la muralla medieval, amb el profund llit del riu Clariano al fons.
Del conjunt destaquen una sèrie d'edificis, a més del Palau de la Duquessa d'Almodòvar (segles xv - xviii) i la Parròquia de Santa Maria, com són: la Casa de Palà (segles xviii - xix), la Casa Abadia (cap a 1800), entre altres cases nobles dels segles xviii i xix; l'Ajuntament (segle xviii), el Portal de l'Àngel, el Jutjat (antiga capella de la Puríssima costat de l'església), el Pont vell i les Muralles i torrasses defensives.